# Eligijus Jankauskas
Eligijus Jankauskas (ur. 22 czerwca 1998 w Szawlach) – litewski piłkarz grający na pozycji prawoskrzydłowego w klubie FK Panevėžys.

## Kariera
Karierę piłkarską rozpoczął w FK Šiauliai, w 2014 roku, w którym przebywał do 2015. 1 lutego 2016 zmienił klub na Utenis Utena. 28 maja 2016 zadebiutował w młodzieżowej reprezentacji Litwy w meczu przeciw Estonii U-21. 1 lipca tego samego roku przeszedł do Sūduvy Mariampol, w której przebywał przez 5 miesięcy, czyli do 23 stycznia 2017, kiedy to dołączył do słowackiej MŠK Žiliny. Od 6 lutego 2018 do 30 czerwca 2018 przebywał na wypożyczeniu w MFK Zemplínie Michalovce. 21 września 2018 zmienił klub na SFC Opava. 1 stycznia 2019 dołączył do Sūduva Mariampol.